# Cirrilaspeyresia
Cirrilaspeyresia là một chi bướm đêm thuộc phân họ Olethreutinae trong họ Tortricidae.

## Các loài
- Cirrilaspeyresia imbecillana (Kennel, 1901)
- Cirrilaspeyresia taeniosana (Chrtien, 1915)